# Tlalnepantla, San Luis Potosí
Tlalnepantla är en ort i Mexiko.   Den ligger i kommunen Tamazunchale och delstaten San Luis Potosí, i den sydöstra delen av landet, 200 km norr om huvudstaden Mexico City. Tlalnepantla ligger 377 meter över havet och antalet invånare är 2 478.
Terrängen runt Tlalnepantla är kuperad åt nordost, men åt sydväst är den bergig. Runt Tlalnepantla är det ganska tätbefolkat, med 56 invånare per kvadratkilometer. Närmaste större samhälle är Tamazunchale, 10,6 km nordost om Tlalnepantla. I omgivningarna runt Tlalnepantla växer huvudsakligen savannskog.